# چارلی ولنتاین
چارلی ولنتاین (به  انگلیسی: Charlie Valentine) همچنین با عنوان: خاطرات هیتمن: چارلی ولنتاین نیز شناخته می‌شود. یک فیلم سینمایی آمریکایی به‌ کارگردانی جسی وی. جانسون در ژانر درام جنایی محصول سال ۲۰۰۹ با بازی ریموند جی. بری در نقش اصلی است. در این فیلم مایکل وترلی، جیمز روسو و تام برنگر نیز از دیگر بازیگران اصلی این فیلم هستند.

## لوکیشن
این فیلم درلاس وگاس، نوادا و لس آنجلس، کالیفرنیا فیلمبرداری شده‌است.

## داستان
چارلی ولنتاین (ریموند جی. بری)، رئیس جرم و جنایتکار بدنام، تلاش می‌کند که آخرین دزد را قبل از اینکه به سمت «بازنشستگی» بکشاند، بکشد…